# Юрі ван Гельдер
Юрі ван Гелдер (нід. Yuri van Gelder, нар. 20 квітня 1983 року) — нідерландський гімнаст. Чемпіон світу та Європи у вправах на кільцях.